# Краљица
Краљица је најчешће супруга краља, иако сама такође може бити владајући монарх. Краљицу треба разликовати од царице, тј. супруге цара.
На основу моћи и угледа који краљица има у монархији, разликују се:
- Краљица на власти – женски монарх који има моћ владајућег монарха.
- Краљица супруга – супруга владајућег монарха, која има мању моћ од њега.
- Краљица удова – супруга преминулог монарха, која може постати краљица на власти.
- Краљица мајка – краљица која више није на престолу јер је њен син или ћерка постао/ла монарх.